# NGC 5115
NGC 5115 este o galaxie spirală situată în constelația Fecioara. A fost descoperită în 25 martie 1887 de către Lewis A. Swift. Se află la o distanță de 84,33 de megaparseci de Pământ.